# Rezerwat przyrody „Dienieżkin Kamień”
Rezerwat przyrody „Dienieżkin Kamień” (ros. Государственный природный заповедник «Денежкин Камень») – ścisły rezerwat przyrody (zapowiednik) w obwodzie swierdłowskim w Rosji. Znajduje się w okręgach miejskich Iwdel i Siewierouralsk. Jego obszar wynosi 781,92 km², a strefa ochronna wokół rezerwatu 183,51 km². Rezerwat został utworzony decyzją rządu Rosyjskiej Federacyjnej Socjalistycznej Republiki Radzieckiej z dnia 3 lipca 1946 roku. Na północ od niego znajduje się Rezerwat przyrody „Wiszerskij”. W 2006 roku został zakwalifikowany przez BirdLife International jako ostoja ptaków IBA. Dyrekcja rezerwatu znajduje się w miejscowości Siewierouralsk.

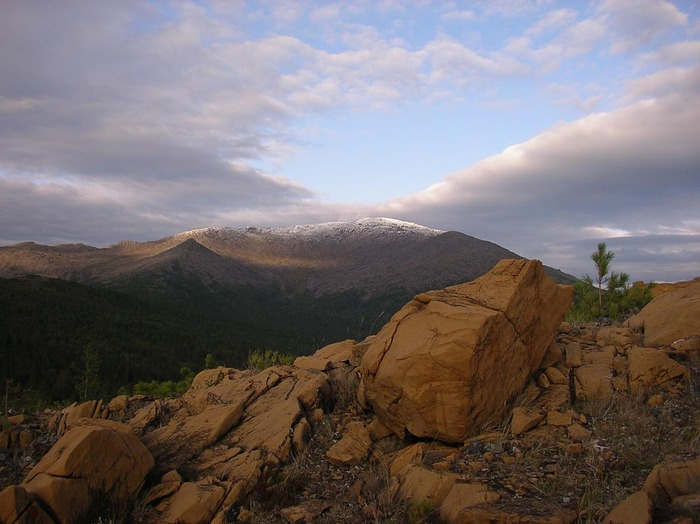
Widok na masyw Dienieżkin Kamień

## Opis
Rezerwat znajduje się na terenie Uralu Północnego. Obejmuje masyw Dienieżkin Kamień (1492 m n.p.m.), wschodnie zbocza głównego grzbietu Uralu Północnego, dolinę rzeki Solwa i południową część grzbietu Chozatump. Największe rzeki rezerwatu to Taltija, Szegultan i Sośwa.
Klimat rezerwatu kontynentalny. Zima jest długa, mroźna, temperatury sięgają -40 °C. Lato jest krótkie, umiarkowanie ciepłe, kończy się w połowie sierpnia.

## Flora
89,9 procent terytorium rezerwatu zajmuje tajga. Pozostałe 10,1 procent to znajdujące się w wyższych partiach gór łąki subalpejskie i tundra górska. Większość powierzchni leśnej (38%) zajmuje tajga jodłowo-sosnowo-świerkowa. W dolinach i w dolnej części zboczy gór przeważają bory sosnowo-modrzewiowe. Lasy sosnowe zajmują 12% powierzchni leśnej i zajmują wschodnią i południową część rezerwatu. Lasy mieszane zajmują około 35% tej powierzchni.

## Fauna
Fauna rezerwatu to typowe gatunki żyjące w tajdze. Są to m.in. rosomaki tundrowe, rysie euroazjatyckie, niedźwiedzie brunatne, kuny leśne, łasice syberyjskie, norki amerykańskie, sobole tajgowe, gronostaje europejskie, wydry europejskie, łosie euroazjatyckie, dziki euroazjatyckie, bobry europejskie. Z ptaków są to m.in. łabędzie krzykliwe, orły przednie, bieliki, drzemliki, kobczyki zwyczajne, puchacze zwyczajne, sóweczki zwyczajne, sowy jarzębate, puszczyki mszarne.